# La Rosière de Pessac 79
 (août 2023).
La mise en forme du texte ne suit pas les recommandations de Wikipédia : il faut le « wikifier ».
Les points d'amélioration suivants sont les cas les plus fréquents :
- Les titres sont pré-formatés par le logiciel. Ils ne sont ni en capitales, ni en gras.
- Le texte ne doit pas être écrit en capitales (les noms de famille non plus), ni en gras, ni en italique, ni en « petit »…
- Le gras n'est utilisé que pour surligner le titre de l'article dans l'introduction, une seule fois.
- L'italique est rarement utilisé : mots en langue étrangère, titres d'œuvres, noms de bateaux, etc.
- Les citations ne sont pas en italique mais en corps de texte normal. Elles sont entourées par des guillemets français : « et ».
- Les listes à puces sont à éviter, des paragraphes rédigés étant largement préférés. Les tableaux sont à réserver à la présentation de données structurées (résultats, etc.).
- Les appels de note de bas de page (petits chiffres en exposant, introduits par l'outil «  Source ») sont à placer entre la fin de phrase et le point final[comme ça].
- Les liens internes (vers d'autres articles de Wikipédia) sont à choisir avec parcimonie. Créez des liens vers des articles approfondissant le sujet. Les termes génériques sans rapport avec le sujet sont à éviter, ainsi que les répétitions de liens vers un même terme.
- Les liens externes sont à placer uniquement dans une section « Liens externes », à la fin de l'article. Ces liens sont à choisir avec parcimonie suivant les règles définies. Si un lien sert de source à l'article, son insertion dans le texte est à faire par les notes de bas de page.
- La présentation des références doit suivre les conventions bibliographiques. Il est recommandé d'utiliser les modèles {{Ouvrage}}, {{Chapitre}}, {{Article}}, {{Lien web}} et/ou {{Bibliographie}}. Le mode d'édition visuel peut mettre en forme automatiquement les références.
- Insérer une infobox (cadre d'informations à droite) n'est pas obligatoire pour parachever la mise en page.

Pour une aide détaillée, merci de consulter Aide:Wikification.
Si vous pensez que ces points ont été résolus, vous pouvez retirer ce bandeau et améliorer la mise en forme d'un autre article.
La Rosière de Pessac 79 est un film documentaire de Jean Eustache réalisé en 1979, dix ans après une première version sortie en 1969.

## Synopsis
10 ans après son premier documentaire, Jean Eustache revient à Pessac, sa ville natale, filmer la cérémonie de l'élection de la « rosière ».

## Fiche technique
Sauf indication contraire, les informations mentionnées dans cette section peuvent être confirmées par la base de données cinématographiques IMDb,  présente dans la section « Liens externes ».
- Réalisation : Jean Eustache
- Scénario : Jean Eustache, Françoise Lebrun
- Photographie : Robert Alazraki, Jean-Yves Coic, Armand Marco, Philippe Théaudière
- Son : Gérard Barra, Bruno Charier, Gérard de Lagarde, Georges Prat
- Montage : Jean Eustache, Chantal Colomer
- Mixage : Dominique Hennequin
- Format : noir et blanc - 16 mm
- Durée : 67 minutes
- Date de sortie : 7 décembre 1979

## Analyse
La Rosière de Pessac 79 se situe à la frontière entre documentaire, œuvre ethnographique, fiction cinématographique et théâtre. « On sent bien, même si [...] comme l'explique de façon plus précise Deleuze dans L'image-temps, "que la caméra ait une action sur les situations et que les personnages réagissent à la présence de la caméra, tout le monde l'a toujours su", que le maire, se sentant filmé, "en fait des tonnes", fait du cinéma, du théâtre. On pourrait d'ailleurs, à ce propos, appliquer une formule d'Eustache : "Puisque la caméra tourne, le cinéma se fait." Est-on alors encore dans le réel ? »